# Talla Reservoir
Talla Reservoir är en reservoar i Storbritannien.   Den ligger i riksdelen Skottland, i den centrala delen av landet, 500 km nordväst om huvudstaden London. Talla Reservoir ligger 403 meter över havet. Arean är 1,21 kvadratkilometer.  Trakten runt Talla Reservoir består i huvudsak av gräsmarker.